# Waldomiro Vergueiro
Waldomiro de Castro Santos Vergueiro (né le 25 septembre 1956 à Guaratinguetá) est un bibliothécaire et professeur brésilien. Il est diplômé en bibliothéconomie et documentation de la Fondation de l'École de sociologie et de politique de São Paulo (FESPSP) et est titulaire d'une maîtrise et d'un doctorat en sciences de la communication de l'École de communication et des arts de l'Université de São Paulo.

## Biographie
Vergueiro travaille à l'Université de São Paulo en tant que professeur et il est chef du département de la bibliothèque et de la documentation de l'institution. Vergueiro est également le fondateur et coordinateur de l'Observatório de Histórias em Quadrinhos et membre du conseil consultatif.
Il contribue aux périodiques spécialisés en bande dessinée International Journal of Comic Art et Revista Latinoamericana de Estudios de La Historieta. Il contribue également à des portails Internet sur le sujet.
Vergueiro est l'auteur de plusieurs livres. En 2007, il remporte le Troféu HQ Mix dans la catégorie "meilleur livre théorique" pour le livre O Tico-Tico: centenário da primeira história em quadrinhos do Brasil (co-organisé par Roberto Elísio dos Santos).